# 東方獸王園 ～ Unfinished Dream of All Living Ghost.
《東方獸王園 ～ Unfinished Dream of All Living Ghost.》是東方Project系列遊戲的第19作，2023年5月7日於东京舉行的第20回博麗神社例大祭發佈體驗版，正式版于同年8月13日的Comic Market 102发布。

## 劇情簡介
受集市的影响，古老土地的所有权回归虚无。失去所有者的土地，最终将化作不毛之地吧。不过，不用担心。自然和灵将附身在土地上，使其回归往常的那副无趣模样。
如果没有那些贪婪的兽的话……

## 登场角色
- 博麗靈夢（Hakurei Reimu）
- 霧雨魔理沙（Kirisame Marisa）
- 東風谷早苗（Kochiya Sanae）
- 八雲藍（Yakumo Ran）（附加式神橙）
- 高丽野阿吽（Komano Aunn）
- 娜兹玲（Nazrin）
- 清兰（Seiran）
- 火焔猫燐（Kaenbyou Rin）
- 菅牧典（Kudamaki Tsukasa）
- 二岩貒藏（Futatsuiwa Mamizou）
- 吉弔八千慧（Kitcho Yachie）
- 驪駒早鬼（Kurokoma Saki）
- 饕餮尤魔（Toutetsu Yuma）
- 伊吹萃香（Ibuki Suika）

## 本作新角色
- 孙美天（Son Biten）
- 三头慧之子（Mitsugashira Enoko）
- 天火人血枪（Tenkajin Chiyari）
- 豫母都日狭美（Yomotsu Hisami）
- 日白残无（Nippaku Zanmu）

## 配樂
- 獣の知性

- 世界は可愛く出来ている
- 魔獣スクランブル

- 鬼は悠久の山に

- タイニーシャングリラ
- 勇敢で有閑な妖獣

- 吸血怪獣チュパカブラ

- 振り向かない黄泉の道
- 逸脱者達の無礙光　～ Kingdam of Nothingness.

- 信仰は儚き人間の為に

- 妖々跋扈　～ Who done it!

- 一対の神獣

- 春の湊に

- 忘れがたき、よすがの緑

- 死体旅行　～ Be of good cheer!

- 待ちわびた逢魔が時

- 佐渡の二ッ岩

- トータスドラゴン　～ 幸運と不運

- 聖徳太子のペガサス　～ Dark Pegasus

- 強欲な獣のメメント

- 獣王達の休息

- 獣に知性はあるか

## 外部連接
- Steam上的《東方獣王園 〜 Unfinished Dream of All Living Ghost.》 （页面存档备份，存于）
- 【速报】新作公布！！东方Project第19作『东方兽王园 ～ Unfinished Dream of All Living Ghost.』，将在5月7日开幕的第二十回博丽神社例大祭上发布体验版。Steam上可下载 （页面存档备份，存于）.东方我乐多丛志
- 东方兽王园 - THBWiki · 专业性的东方Project维基百科 - TBSGroup （页面存档备份，存于）.THBWiki